# Kochiomyia horaninoviae
Kochiomyia horaninoviae är en tvåvingeart som beskrevs av Fedotova 1993. Kochiomyia horaninoviae ingår i släktet Kochiomyia och familjen gallmyggor.
Artens utbredningsområde är Turkmenistan. Inga underarter finns listade i Catalogue of Life.